# Rockabilly Blues
Rockabilly Blues è il trentanovesimo album in studio del cantante country statunitense Johnny Cash, pubblicato nell'autunno 1980.

## Tracce
Lato 1
1. Cold Lonesome Morning (J.R. Cash) – 3:21
2. Without Love (Nick Lowe) – 2:26
3. W-O-M-A-N (Cash) – 3:21
4. The Cowboy Who Started the Fight (Billy Joe Shaver) – 3:46
5. The Twentieth Century Is Almost Over (Steve Goodman, John Prine) – 3:38

Lato 2
1. Rockabilly Blues (Texas 1955) (Cash) – 3:18
2. The Last Time (Kris Kristofferson) – 3:12
3. She's a Go-er (Cash) – 2:28
4. It Ain't Nothing New Babe (Shaver) – 4:02
5. One Way Rider (Rodney Crowell; con June Carter Cash) – 3:16